# 马尔特丁根
马尔特丁根是德国巴登-符腾堡州的一个市镇。总面积11.14平方公里，总人口3066人，其中男性1547人，女性1519人（2011年12月31日），人口密度275人/平方公里。